# Holzschädling
Als Holzschädlinge werden Organismen bezeichnet, die aufgrund ihrer biologischen Eigenschaften in der Lage sind, Holz zu schädigen oder zu zerstören. In der Regel geschieht dieses im Rahmen der Nahrungsaufnahme oder der Anlage einer Wohn- oder Brutstätte. Hierbei wird durch den Abbau organischer Substanz (des Holzes) auch ein wichtiger Beitrag zur Aufrechterhaltung des Stoffkreislaufes unserer Ökosysteme geleistet. Die Bezeichnung als „Schädling“ erfolgt, wenn bei dieser Tätigkeit vom Menschen genutztes Holz betroffen ist, welches dadurch seine Funktionsfähigkeit oder seinen Wert verliert.
Die weitaus größte Bedeutung als Holzschädlinge haben bestimmte Insekten- und Pilzarten. Daneben kann Holz unter besonderen Bedingungen auch von Bakterien oder z. B. Bohrmuscheln angegriffen werden.
Siehe auch: Waldschäden; Totholz – zur ökologischen Sichtweise natürlichen Holzabbaues

## Tierische Holzschädlinge

### Holzzerstörende Insekten
Zu den tierischen Holzschädlingen gehören in unseren Breiten hauptsächlich Insekten, insbesondere einige Vertreter der Bockkäfer, wie der Hausbock, oder aber auch der Gemeine Nagekäfer, besser bekannt unter der Bezeichnung „Holzwurm“.
Es wird unterschieden zwischen Frischholz- und Trockenholzinsekten. Erstere können sich nur im Frischholz, also lebenden Baum oder im frisch gefällten Holz entwickeln, während Trockenholzinsekten in der Regel trockenes Holz befallen, in der natürlichen Umgebung also stehendes Totholz, aber auch Bauholz, z. B. Möbel oder verbautes Holz in Dachkonstruktionen und Fachwerkhäusern. Holzschädlinge, die den lebenden Baum befallen und in seiner Gesundheit gefährden, sind unter Forstschädling ausführlicher erklärt. Holzschädlinge, die das Holz stehender oder frisch gefällter Bäume dagegen nur entwerten, werden in der Forstwirtschaft als technische Schädlinge bezeichnet.
Grundsätzlich sollte zwischen frischholz- und trockenholzschädigenden Insekten unterschieden werden. In unseren Regionen lassen sich die für das Bau- und Werkholz relevanten Holz zerstörenden Käfer und ihre Larven meist folgenden verschiedenen Familien zuordnen:

#### Bockkäferarten (Cerambycidae)

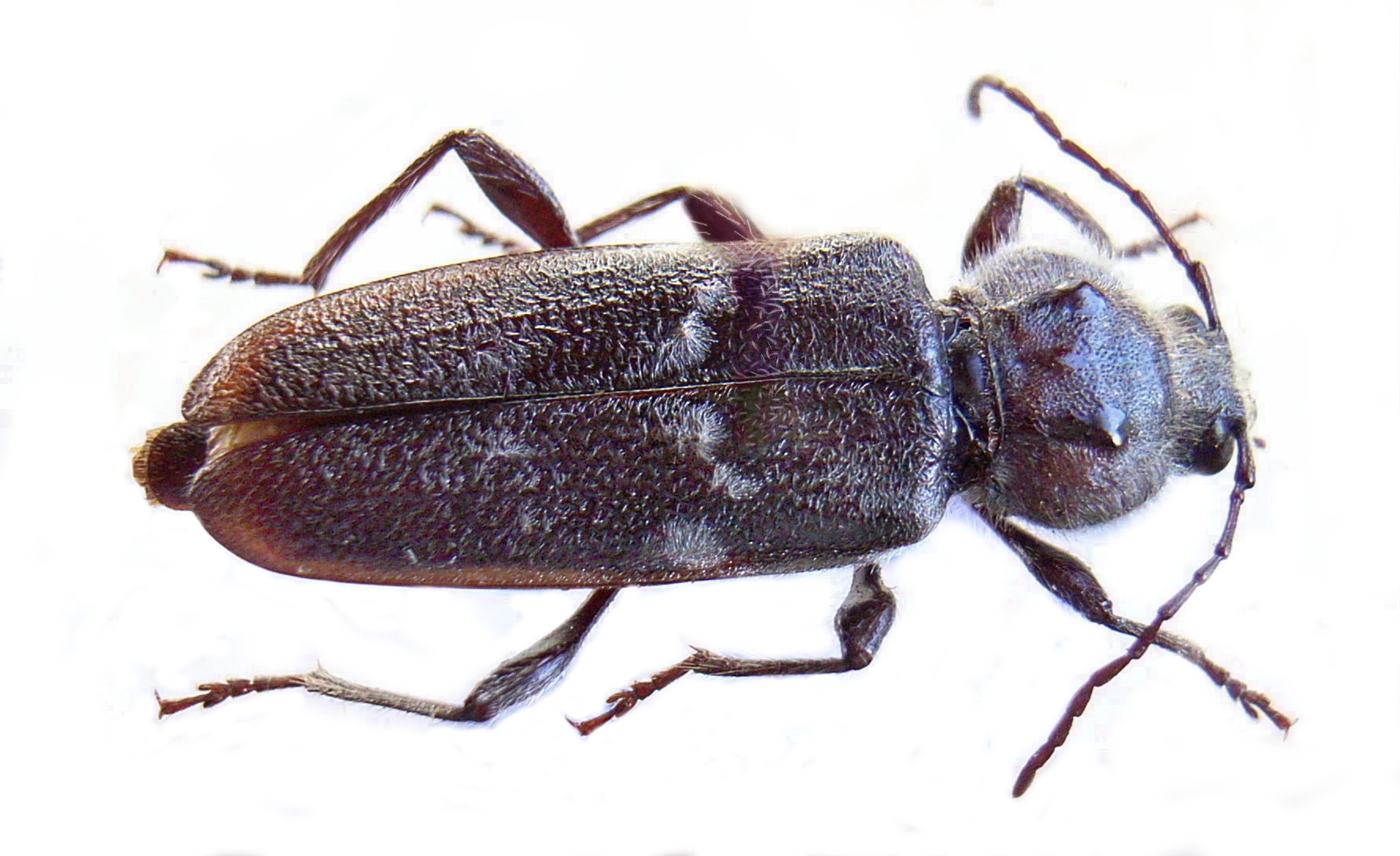
Hausbock (Hylotrupes bajulus), Weibchen

Holzschäden durch Bockkäfer entstehen durch die Larven, die sich im Holz entwickeln oder sich dort verpuppen, während der adulte Käfer keine Schäden verursacht. Die meisten Bockkäferarten sind Insekten, die Frisch- oder Feuchtholz befallen, was oft zu fehlerhaften Interpretationen führt. So stellt z. B. der Variable Schönbock, der häufig mit Brennholz in die Häuser geholt wird, keine Gefahr für verbautes Holz dar. Er benötigt für die Entwicklung seiner Larven, welche den Holzschaden verursachen, frisches berindetes Totholz. Verschiedene Bockkäfer wie der Mulmbock oder der Große Eichenbock haben in der Vergangenheit Schäden unterschiedlichen Ausmaßes angerichtet, sind aber heute so selten, dass sie unter Schutz stehen. Unter den Bockkäfern ist allerdings auch der Hausbockkäfer (Hylotrupes bajulus) zu finden, der wichtigste Trockenholzschädling unseres Kontinents.

#### Nagekäferarten (Anobiidae)

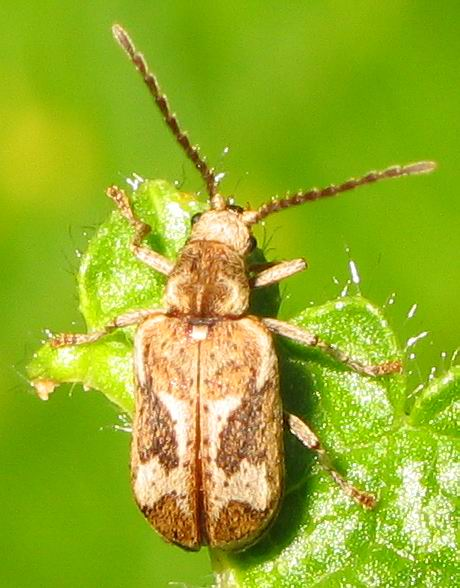
Hellfarbener Nagekäfer (Hedobia imperialis)

Diese Nagekäfer (auch Anobien genannt) mit ihrem gedrungenen, meist dunkelbraun gefärbten Körper sind als Insekten, die Trockenholz befallen, bekannt. Der wichtigste Vertreter ist hier der Gemeine oder Gewöhnliche Nagekäfer (Anobium punctatum) im Volksmund auch „Holzwurm“ genannt. Eine weitere als Holzschädling relevante Nagekäferart ist der Gekämmte Nagekäfer (Ptilinus pectinicornis), der unter ähnlichen Lebensbedingungen vorkommt wie der Gewöhnliche Nagekäfer, im Gegensatz zu diesem aber nur Laubholz befällt.
Der Trotzkopfkäfer (Hadrobregmus pertinax) und der Bunte oder Gescheckte Nagekäfer (Xestobium rufovillosum) treten oft als Sekundärschädlinge auf, da sie nur Holz befallen, das bereits durch Pilze vorgeschädigt ist.

#### Splintholzkäferarten (Lyctidae)

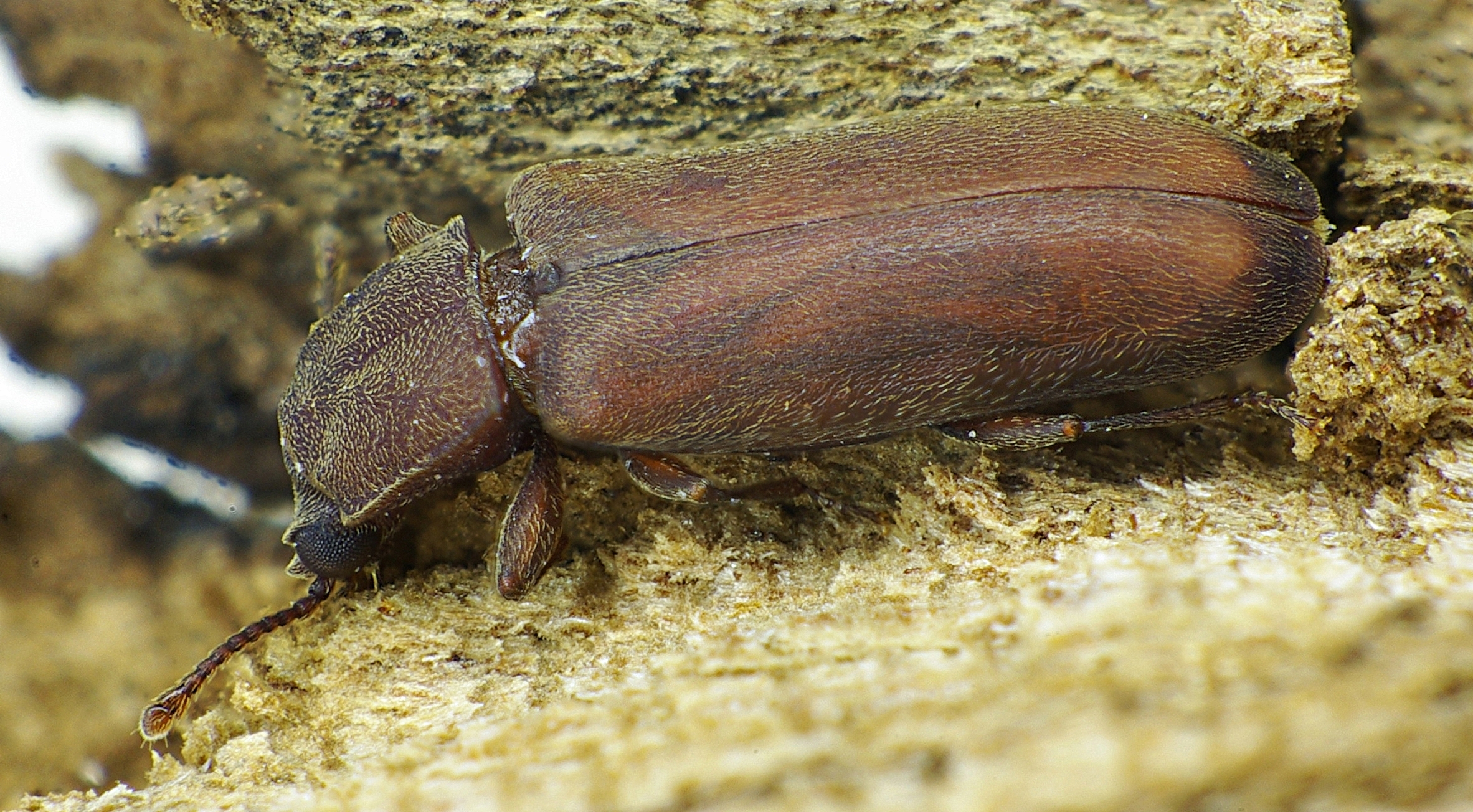
Geprägter Splintholzkäfer (Trogoxylon impressum)

Die Splintholzkäferarten, allen voran der Braune Splintholzkäfer (Lyctus brunneus), sind als Holzschädiger von Importhölzern aber auch einheimischen Laubholzarten von Bedeutung. Splintholzkäfer können im Gegensatz zu den meisten anderen holzzerstörenden Insekten auch sehr trockenes Holz befallen. Daraus ergibt sich ein hohes wirtschaftliches bzw. wertvolle Kulturgüter betreffendes Schadenspotential, insbesondere im Bereich des Importhölzer verarbeitenden Gewerbes sowie der Museen.

#### Bohrkäfer (Bostrychidae)

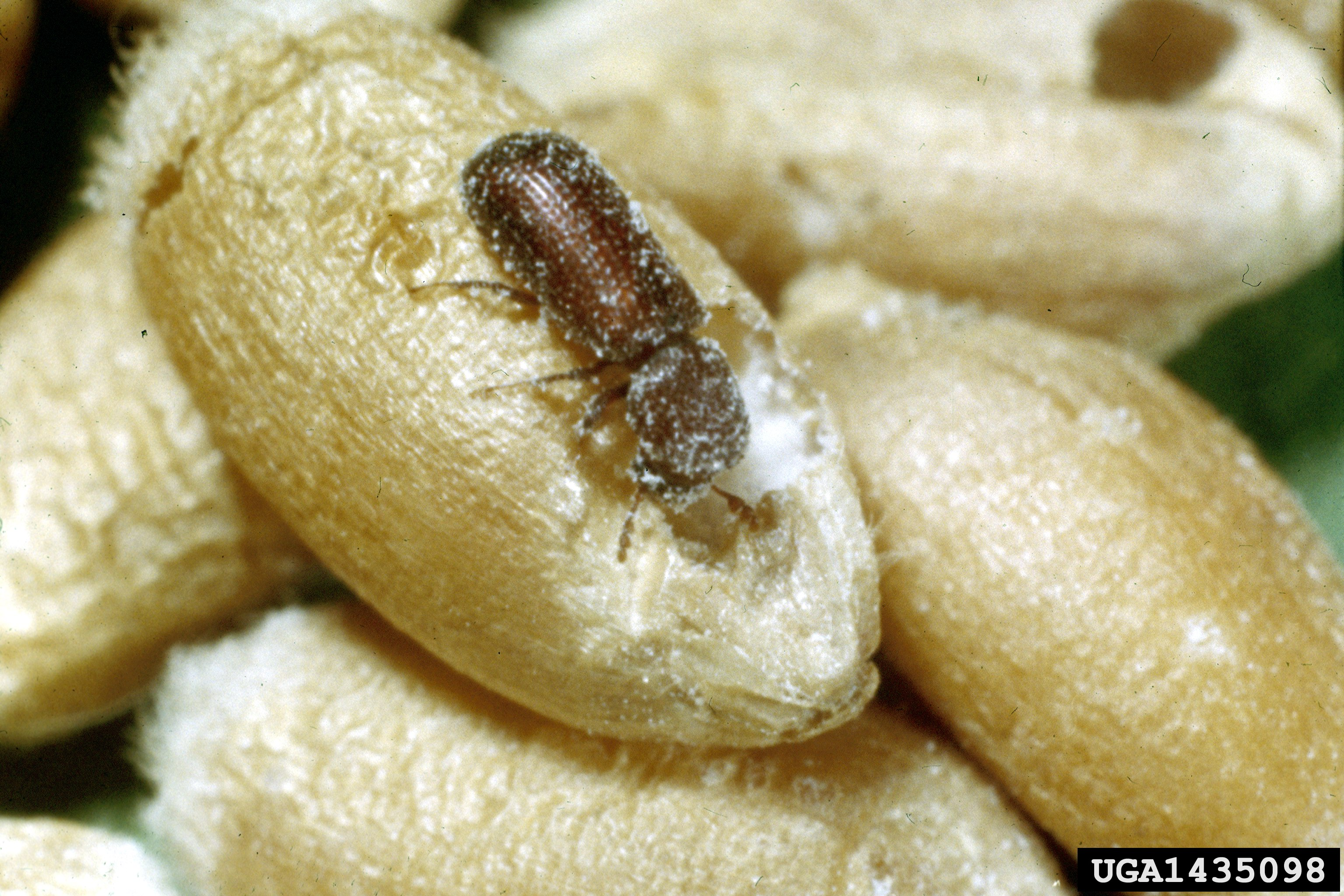
Getreidekapuziner, ein Bohrkäfer

Die Bohrkäfer sind wie die Splintholzkäfer Liebhaber tropischer Hölzer, namentlich wären hier der Kapuzinerkäfer (Bostrychus capucinus) und der Bambusbohrer (Dinoderus minutus) zu nennen.

#### Termiten (Isoptera)
In Deutschland sind Termiten nur sehr selten und vereinzelt vorkommend und daher als Holzschädling hier von geringer Bedeutung. In wärmeren Klimazonen richten einige Termitenarten jedoch schwere Schäden an Holzkonstruktionen an.

### Nicht oder nur stark eingeschränkt holzschädigende Insekten
Ergänzend seien hier noch einige Trockenholz bewohnende Insekten oder nur stark eingeschränkt holzschädigende Insekten genannt.

#### Holzwespen (Siricidae)
Die Holzwespen sind Frischholzinsekten und legen ihre Eier nicht in Trockenholz ab. Wenn das Holz aber erst nach der Eiablage gefällt und verwendet wird, kann die Entwicklung und Verpuppung der Larven durchaus auch in verbautem Holz erfolgen. Nach dem Schlüpfen frisst sich das Insekt nach außen durch und kann dabei z. B. Schäden an Abdichtungsschichten, Dampfsperren etc. verursachen.

#### Ameisen (Formicoidae)

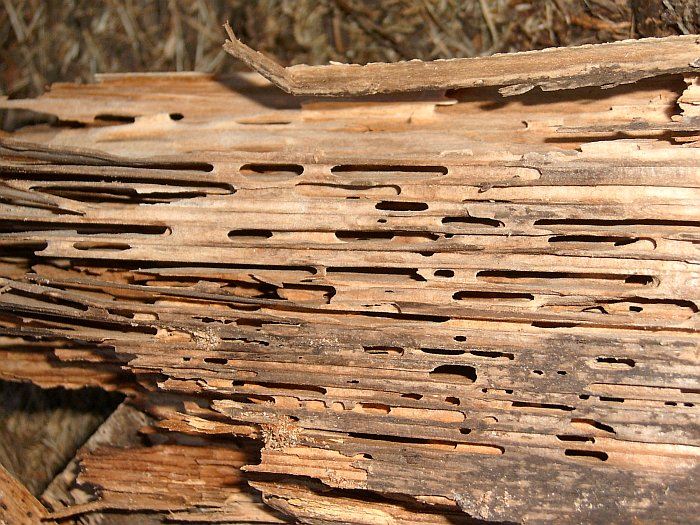
Durch Rossameisen geschädigter Balken

Vor allem der Schwarze Rossameise (Camponotus herculeanus) und der Holzameise (Camponotus floridanus) dient Bauholz, das durch Pilze geschädigt wurde, als Nistmöglichkeit (Nistsubstrat). Ameisen können das Holz selber nicht als Nahrung nutzen.

#### Gibbiinae
Die Kugel- oder Buckelkäfer (Gibbium psylloides) sind häufig in älteren Häusern mit Holzbalkendecken und Hohlraumfüllungen zu finden, wo sie sich Nistplätze im Holz schaffen. Ihre Bedeutung als Materialschädling tritt jedoch meist gegenüber der Bedeutung als Lästling in den Hintergrund. Besonders nach Altbautenrenovierungen oder Sanierungen tritt der Käfer in Massen auf und mindert die Wohnqualität. In vergleichbarer Art treten einige weitere Käferarten auf, insbesondere der Messingkäfer (Niptus hololeucus, Familie der Nagekäfer (Ptinidae)) in Fachwerkbauten.

### Marine Holzschädlinge
→ Hauptartikel: Holzzerstörende Meerestiere
Besonders hölzerne Schiffsrümpfe werden auf ihrer Fahrt durch verschiedene Organismen bewachsen. Das nennt man Fouling. Die meisten dieser Arten beschädigen das Holz selbst nicht, der Schiffsbohrwurm (Teredo navalis), eine Muschel, richtet am Holz jedoch große Schäden an.

## Pilzliche Holzschädlinge

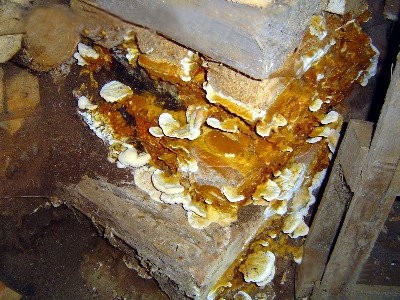
Echter Hausschwamm

Zu den häufigen pilzlichen Holzschädlingen zählen – im Bezug auf Bauwerke – unter anderem der Echte Hausschwamm, der Braune Kellerschwamm und der Weiße Porenschwamm.
Beim Versuch einer Systematisierung der pilzlichen Holzschädlinge erscheint eine Einteilung in die charakteristischen Zerstörungserscheinungen sinnvoll:

### Braunfäule

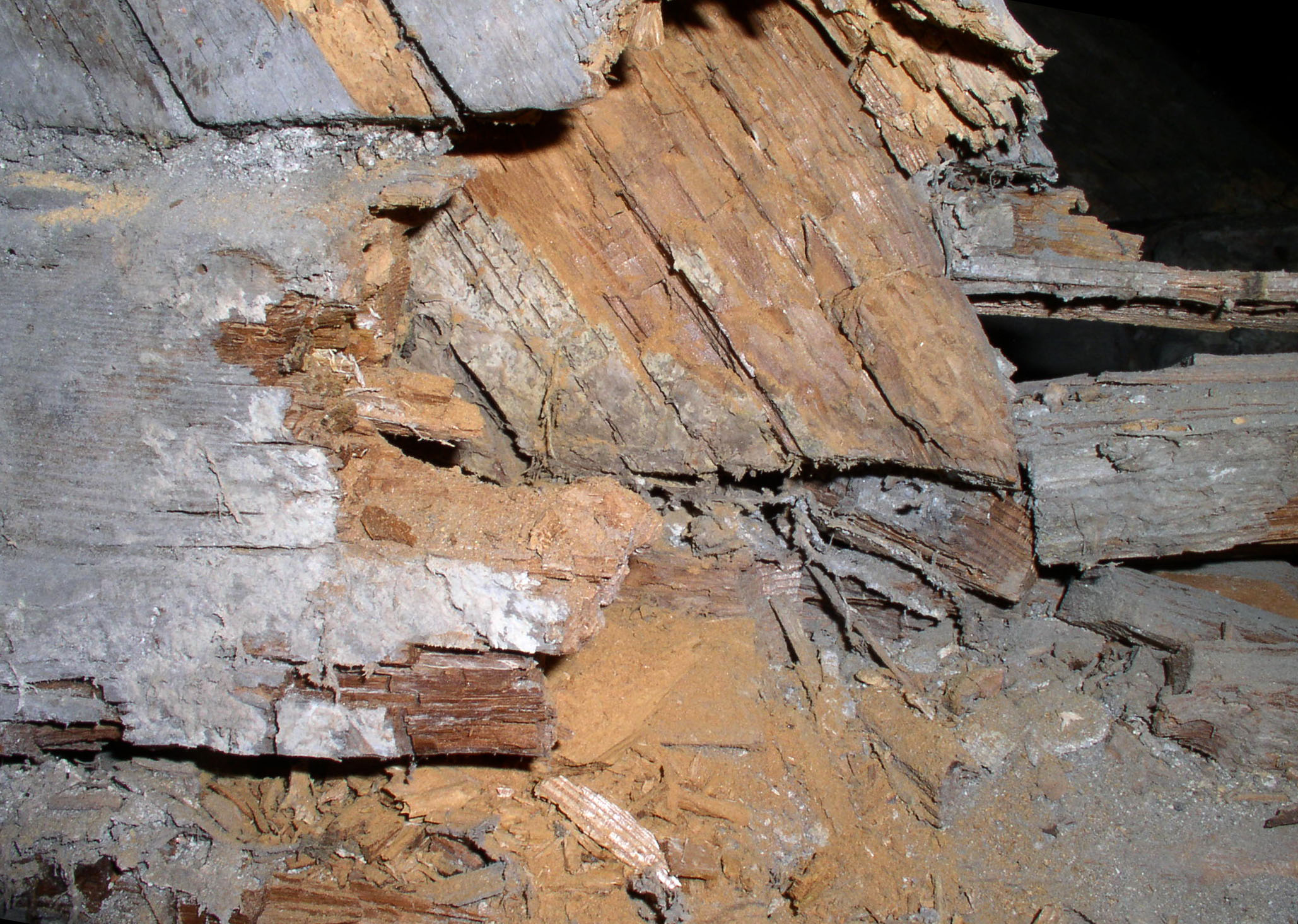
Durch Echten Hausschwamm zerstörte Zapfenverbindung von Sparren und Deckenbalken

Die Braunfäule (Destruktionsfäule) zerstört zunächst die Zellulose der Holzsubstanz.
Die Hauptbestandteile des Holzes sind helle und dunkle Substanzen. Da Zellulose zu den hellen Bestandteilen des Holzes zählt, bleiben die bräunlichen Substanzen zurück. Entsprechend verfärbt sich das befallene Holz dunkel bis braun und es werden in einigen Fällen auch die charakteristischen Querrisse sichtbar (Würfelbrüchigkeit).
Typische Vertreter der Braunfäule (Abbau der Zellulose) sind: Echter Hausschwamm, Brauner Kellerschwamm, Weißer Porenschwamm, Blättlinge.

### Weißfäule
Die Weißfäule zerstört zunächst das Lignin der Holzsubstanz. Die Hauptbestandteile des Holzes sind helle und dunkle Substanzen. Da Zellulose zu den hellen Bestandteilen des Holzes zählt, bleibt weißes faseriges zerstörtes Holz zurück.
Typische Vertreter der Weißfäule (Abbau von Lignin) sind: Ausgebreiteter Hausporling, Zimtbrauner Porenschwamm, Sternsetenpilze, Echter Zunderschwamm.

### Simultanfäule
Einige Pilze greifen aber auch beide Holzbestandteile (Lignin und Zellulose) gleichzeitig an und werden daher als so genannte Simultanfäule bezeichnet.
Typische Vertreter der Simultanfäule sind: Kiefern-Feuerschwamm (Phellinus pini), Phytophthora-Arten.

### Holzverfärbende Pilze
Neben den oben genannten holzzerstörenden Pilzen (Holzfäulen) gibt es auch Pilze, die zwar keine Fäule verursachen, also die Holzsubstanz nicht direkt angreifen, aber unerwünschte Verfärbungen hervorrufen. Dazu zählen Bläuepilze sowie die Sandbräune. Durch einen solchen Befall wird das Holz einerseits optisch entwertet, andererseits können Bläuepilze die Beschichtung von Holzbauteilen im Außenbereich (z. B. Holzfenster) beschädigen und dadurch als Wegbereiter für eine nachfolgende Holzfäule wirken.

## Baurechtliches
Der Befall durch einige Holzschädlinge ist in Deutschland in manchen Bundesländern meldepflichtig und kann durchaus einen schweren Baumangel nach BGB darstellen. Die jeweils gültige Landesbauordnung (LBO) regelt Näheres über den Umgang und die Meldepflicht beim Befall von Holz in und an Gebäuden.
Nach DIN 68 800-4 ist jedoch der Befall und Umfang des Befalls, z. B. beim Echten Hausschwamm, durch einen Sachkundigen festzustellen (Anfertigen eines holzschutztechnischen Untersuchungsberichts). In der Regel werden durch solche Sachkundigen auch Sanierungsvorschläge erarbeitet.